# 게푠

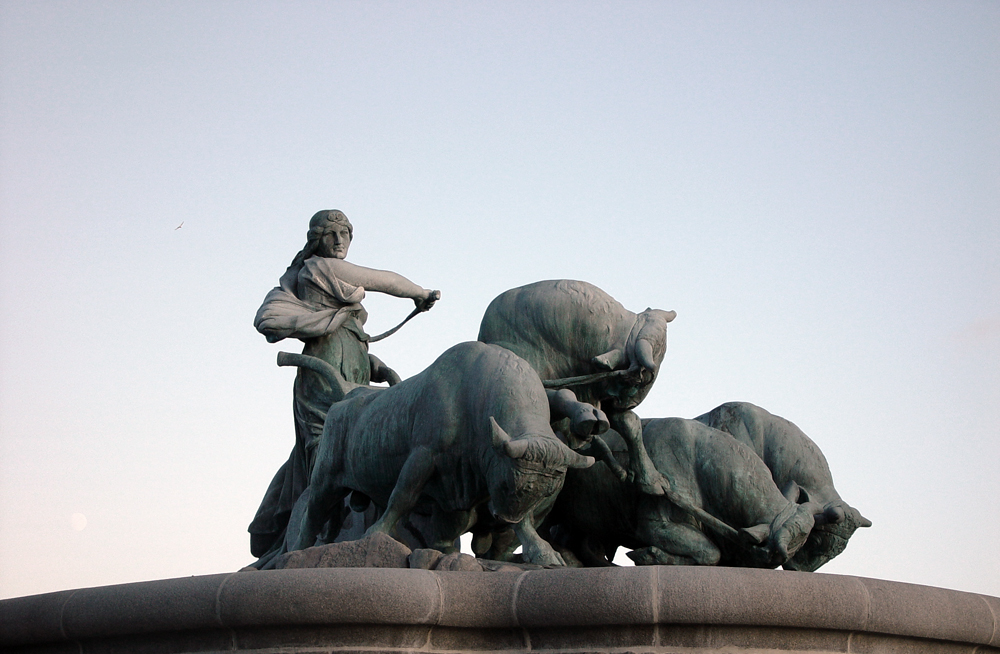
네 마리 황소를 몰고있는 게푠.

게푠(고대 노르드어: Gefjon, 아이슬란드어: Gefjun 게비윈, 노르웨이어: Gjevjon 예비온[*], 덴마크어: Gefion 게피온[*], 스웨덴어: Gefjon 예피온[*])은 노르드 신화의 여신 중 하나이다. 쟁기질, 예언, 처녀성의 여신이며, 덴마크의 셸란섬, 스웨덴의 전설적인 왕 길피, 덴마크의 전설적인 왕 스쿌드와 관련된 이야기가 있다. 게푠은 13세기 이전의 문헌들을 모은 《고 에다》 및 13세기에 스노리 스투를루손이 쓴 《신 에다》와 《헤임스크링글라》, 여러 스칼드 시 작품, 그리고 라틴어 작품을 노르드어로 옮긴 주석서 등에서 언급된다.
《신 에다》와 《헤임스크링글라》에 모두 게푠이 스웨덴에서 쟁기질을 해서 퍼간 땅덩어리가 셸란섬이고 그 퍼낸 자리가 멜라렌호라는 이야기가 실려 있다. 또 《신 에다》에서는 게푠이 처녀신일 뿐 아니라, 처녀로 죽은 사람은 모두 게푠에게 속한 수행자가 된다고 한다. 《헤임스크링글라》에 따르면 게푠은 덴마크 왕 스쿌드와 결혼했고 덴마크 레이레에 살았다.
학자들은 이 여신의 이름의 어원, 풍요와 쟁기질 사이의 관계, 처녀신이라는 신격의 유래 등에 대해 이론을 제시하고 있다. 또 앵글로색슨어 서사시 《베오울프》에 나오는 그렌델의 어미 및 노르드의 다른 여신 프레이야, 프리그와의 관련성도 연구 주제이다.